# PGC 57964
LEDA/PGC 57964 ist eine Spiralgalaxie vom Hubble-Typ Sab mit aktivem Galaxienkern im Sternbild Corona Borealis am Nordsternhimmel. Sie ist schätzungsweise 435 Millionen Lichtjahre von der Milchstraße entfernt und hat einen Durchmesser von etwa 120.000 Lichtjahren. Vom Sonnensystem aus entfernt sich das Objekt mit einer errechneten Radialgeschwindigkeit von näherungsweise 9.600 Kilometern pro Sekunde.
Gemeinsam mit NGC 6137 bildet sie das gravitativ gebundenes Galaxienpaar Holm 744.
Im selben Himmelsareal befinden sich unter anderem die Galaxien NGC 6129, PGC 57953, PGC 214491, PGC 2119623.